# グループセックス

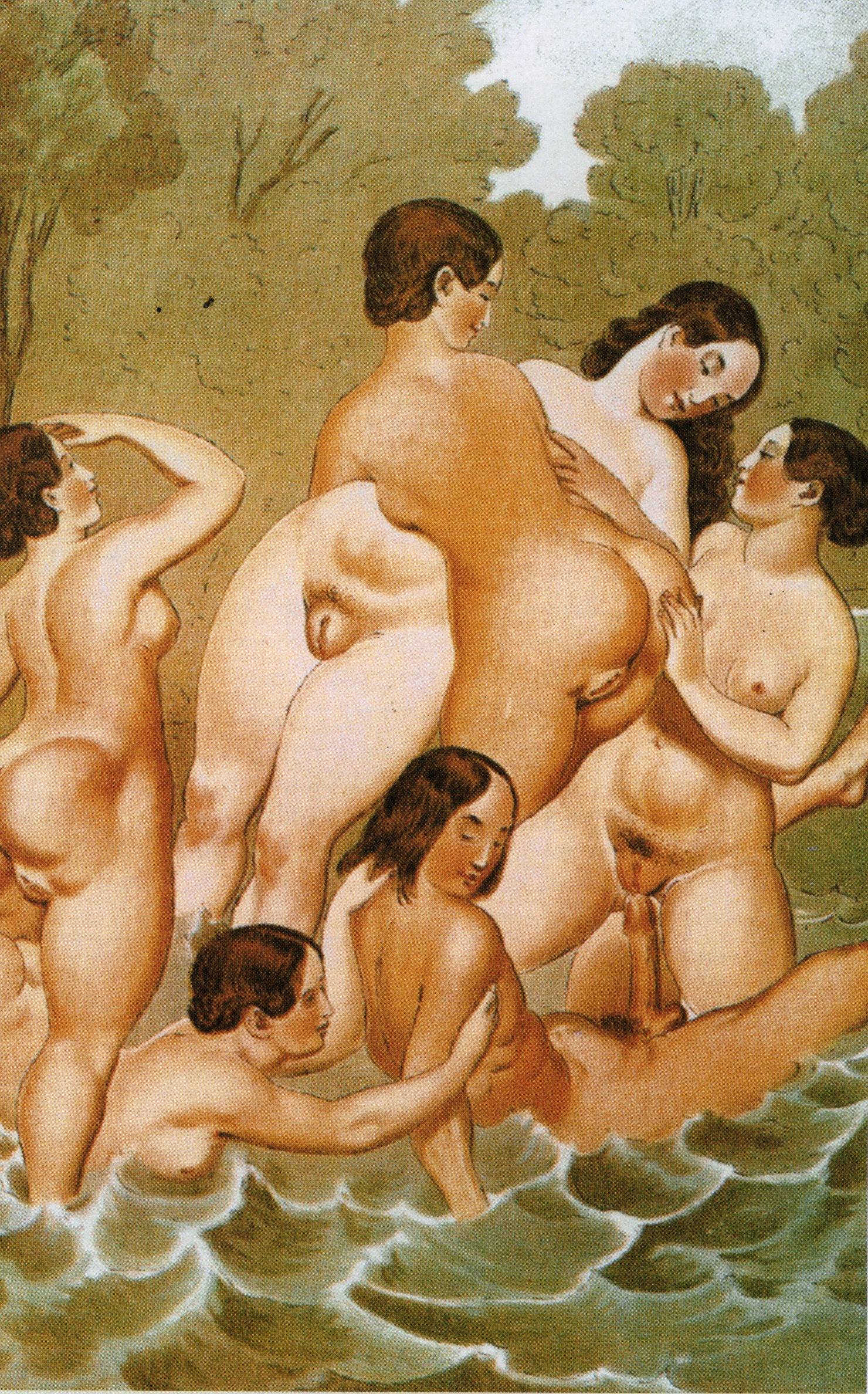
ペーター・フェンディ, 1835

グループセックスとは、3人以上でおこなう性行為のこと。
異性間の行為に限らず、サークル・ジャークのように男性の集団による行為も、また集団的オナニー行為のように接合を伴わない性行為も含み、さらに、時代や地域によっては社会的に公認された三人婚などの複婚を前提とした行為も含まれた広い概念である。
乱交をグループセックスと同義とする見方もあるが、例えば、グループセックスの一形態とされる集団で場を共有するスワッピング行為であっても、相手が限られている場合は、乱交には当たらないとする見方もある。

## 呼称
- ローマ帝国初期の皇帝たちの伝記である『皇帝伝（英語版）（De vita Caesarum）』を残したスエトニウスは、「スピントリア（Spintria）」という言葉で、 ティベリウス帝がカプリ島でおこなった集団的性行為を表現した[2]。これは、皇帝の命令で集められた少年少女たちを3人1組で交わらせ、老いた皇帝がこれを眺めるといったものであった[3]。
- 日本においては、「グループセックス」の表記を1980年代から書籍で用いている例が散見される[4][5][6]。また、それ以降も性風俗業やその関連書籍、ニュース記事、作品タイトルなどにおいて、3人でおこなう場合を3P、4人でおこなう場合を4P、5人でおこなう場合を5P、6人でおこなう場合を6Pなどと、行為に関わる人数に「P（play）」を加えて略記している例が散見される[7][8][9][10][11][12][13][14][15][16][17][18][19][20]。

## さまざまな形態

### スウィンガー・パーティー
英語でスウィンガー・パーティー（swinger party）ないしスウィンガーズ・パーティー（swingers party）と称されるスワッピング・パーティーでは、信頼し合った関係で結ばれた複数の個人ないし、カップルたちが、娯楽ないし社交活動として、パートナーを交換するなどしながら性行為をおこなう。
こうしたパーティでは、さまざまなグループセックスの営みが展開することもある。パートナーたちは、挿入を伴う性器の接合を含む「フル・スワップ（full swap）」をおこなうこともあるし、もっぱら挿入を伴う性器の接合をおこなわない性行為に終始する「ソフト・スワップ（soft swap）」を選択することもできる。新たにスワッピングに参加するカップルは、フル・スワップを快く受け入れられるようになるまで、ソフト・スワップを選ぶことが多く、また個人的理由からもっぱらソフト・スワップに留まるカップルも多い。他のカップルが性行為をおこなっている近くで、通常のカップルがふたりだけで性行為をする形態は、「ソフト・スウィンギング（soft swinging）」と称される。定義からすれば、これはその行為自体が「グループセックス」とは言い難く、露出の一形態である。

### 乱交
乱交（オージー、orgy）は、参加者が自由に、他の参加者に見える場所で制約なく性行為ないしグループセックスをおこなう集まりであり、特にブンガブンガ・パーティーなどという場合は、参加者はプールやホットタブなどの中で水中での性行為（アクアフィリア、溺水性愛）をおこなう。

### デイジーチェーン
異性愛、両性愛、同性愛を問わず、3人以上がオーラルセックスによって数珠繋ぎとなり円環を成す形態。4人以上の場合に限ってこの表現を用いるべきだとする立場もある。

## 保健衛生
あらゆる性行為がそうであるように、グループセックスにともなうリスクは具体的にどのような行為がおこなわれるかによって異なってくるものであるが、多数の相手と交渉をもつことは性感染症（STIs）に晒されるリスクを高める。
1980年代半ば以降、特にアメリカ合衆国などでは、性感染症、とりわけヒト免疫不全ウイルス（HIV）の拡散の温床となっているとして、法的規制を通してゲイの有料発展場を閉鎖しようとするロビー活動が盛んに行われている。社会学者のスティーヴン・O・マレイは、「発展場に通うことが後天性免疫不全症候群（AIDS）に感染するリスク要因であることを示す証拠は何も提示されていない（there was never any evidence presented that going to bathhouses was a risk-factor for contracting AIDS）」と指摘している。他の諸国では、性感染症の拡散のおそれから、個室をもった浴場の閉鎖を進められ、他方では、あらゆる性行為が公開の場で行われ、監視役が安全な行為だけが行われるよう見張っているようなセックス・クラブが容認されるようになっている。
こうした動きを支持する側は、グループセックスがおこなわれる場所では、コンドーム、デンタルダム、ゴム手袋、ローション、その他のより安全性の高い性行為のために必要なものが備えられていることが多い、と指摘している。こうした浴場/発展場は、より安全なセックスについての情報を得られる重要な場所であり、パンフレットが用意されていたり、安全なセックスを呼びかけるポスターが、公共部分だけでなく、しばしば部屋ごとに掲出されており、コンドームやローションが無料で提供され、また多くの場合、その場所では安全な性行為しかしないことを客に誓約させている。